# Sherburn-in-Elmet
Sherburn-in-Elmet è un comune e parrocchia civile inglese nel distretto di Selby. Esso è uno dei tre luoghi direttamente associati all'antico regno celtico dell'Elmet, come dice chiaramente il suo nome; gli altri due sono Barwick-in-Elmet ed il villaggio di Scholes-in-Elmet.

## Società
A sede la Optare società costtrutrice di bus